# Brežec pri Divači
Brežec pri Divači je naselje v Občini Divača.